# Geoglyf

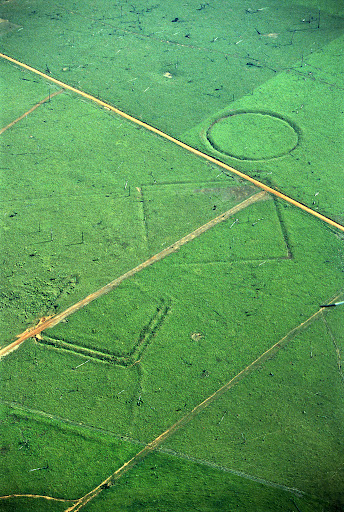
Geoglyfy v odlesněném Amazonském pralese.

Geoglyf je malba nebo velký motiv vytvořený na zemském povrchu. Existují dva typy geoglyfů podle způsobu vytvoření:
- Pozitivní geoglyf je vytvořen naaranžováním přírodního materiálu jakým jsou například kameny, štěrk, kamenné fragmenty, hlína a další.
- Negativní geoglyf je naopak vytvořen odstraněním přírodního materiálu v krajině tak, aby se odkryl odlišný podklad ležící vespod.

Nejznámějšími geoglyfy jsou negativní geoglyfy ležící na planině Nazca v jižním Peru, které vznikly odstraněním tmavšího vulkanického povrchu. V Amazonii je jich ale více a jsou starší. Díky leteckému a satelitnímu průzkumu bylo na území nejzápadnějšího brazilského státu Acre na ploše 13 000 km² od počátku 21. století nalezeno na 450 geoglyfů. Dalšími oblastmi jsou západní Austrálie, Velká pánev v USA, Skandinávie, Island a Laponsko.

## Známé hypotézy
Podle některých teorií by mohlo jít o ukazatele cesty či zdroje pitné vody. Jiní zase spekulují o jejich astronomickém významu (na několika geoglyfech zapadá slunce přesně ve směru jejich linií) nebo možnosti, že mohli býti prostředkem ke komunikaci s mimozemskými bytostmi.
Další hypotézou je ceremoniální účel gigantických symbolů. Tuto teorii z části potvrdil archeolog Aurelio Rodríguez Rodríguez.[zdroj?]
Aurelio přednáší na Peruánské pontifikální katolické univerzitě v Limě. Zde se mu ale také podařilo nalézt záznamy o slavnostech, jež byly konány konkrétně na geoglyfu vyobrazujícího hada. Lidé se údajně při těchto oslavách společně chytili jednoho dlouhého provazu. Poté (držíc opačné konce lana) vyšli po linii geoglyfu. Takto, většinou v ozdobném šatu, pochodovali, dokud nebyl celý had dokonale obtažený.

## Osobnosti a jejich teorie
Tématem peruánských geoglyfů se zaobíral např. Erich von Däniken, Maria Reicheová (1903–1998), Paul Kosok (1896–1959), nebo David Johnson.
Švýcarský spisovatel a záhadolog Erich von Däniken je silným zastáncem hypotézy o interakci našich předků s mimozemskými bytostmi, nebo jak je sám nazývá “antickými astronauty”. Autor napsal více než 45 knih pojednávajících o vlivu mimozemšťanů na historii lidstva. Podle Ericha existuje mnoho důkazů o neznámých bytostech, jež byly obyčejnými lidmi vnímáni a uctíváni jako bohové. Údajně měli velmi vyspělé přístroje, které z části darovali lidstvu pro jeho technologický posun. Na oplátku si (od našich předků) nechávali vystavět nejrůznější pozoruhodné stavby a podle spisovatele i geoglyfy. 